# Atanzón
Atanzón é um município da Espanha na província de Guadalajara, comunidade autónoma de Castilla-La Mancha, de área 28,03 km² com população de 110 habitantes (2004) e densidade populacional de 3,92 hab./km².

## Demografia
| Variação demográfica do município entre 1991 e 2004 | Variação demográfica do município entre 1991 e 2004 | Variação demográfica do município entre 1991 e 2004 | Variação demográfica do município entre 1991 e 2004 |
| --------------------------------------------------- | --------------------------------------------------- | --------------------------------------------------- | --------------------------------------------------- |
| 1991                                                | 1996                                                | 2001                                                | 2004                                                |
| 113                                                 | 110                                                 | 91                                                  | 105                                                 |